# レスリー・ベンジーズ
レスリー・ピーター・ベンジーズ（英語: Leslie Peter Benzies、1971年1月17日 - ）は、スコットランドのビデオゲームのプロデューサーであり、アメリカのロックスター・ゲームスの子会社であるロックスター・ノースの元社長である。

## 概要
ロックスター・ゲームスから発売されている、世界的に有名なグランド・セフト・オートシリーズの主任開発者であり、2001年の『グランド・セフト・オートIII』から2013年の『グランド・セフト・オートV』の責任も負っている。
グランド・セフト・オートシリーズの世界的成功への中心的な役割などを担当した。

## 歴史
ビデオゲームプログラマーとしてのレスリーのキャリアは、1995年にロックスター・ノースから始まり、Nintendo 64プラットフォームゲームの『スペース・ステーション・シリコンバレー』の開発チームリーダーを務めた。このゲームは1998年10月にリリースされ、その後、『グランド・セフト・オートIII』を作成し、世界的に成功を収めた。
- 2005年 - レスリーとサム・ハウザーは、2014年にインテラクティブ芸術科学アカデミー特別賞を受賞した。
- 2014年9月1日 - ロックスター・ゲームスと無給トラブルが発生し、長期間に渡る休暇を取得した[2]
- 2016年1月 - ロックスター・ノースを退社[3]。
- 2016年4月12日に - レスリーは、ロックスターとその親会社であるテイクツー・インタラクティブに対して1億5,000万ドルの未払いロイヤリティを請求する法的措置した。
- 2017年1月に - 5つの新しいゲーム会社を設立[4]。
- 2018年10月1日に - レスリーの新会社はBuild a Rocket Boy Gamesと発表[5]した。

## 作品
| 年     | タイトル                                                                                 | 役割                                             |
| ------ | ---------------------------------------------------------------------------------------- | ------------------------------------------------ |
| 2001年 | グランド・セフト・オートIII                                                              | プロデューサー                                   |
| 2002年 | グランド・セフト・オート・バイスシティ                                                   | プロデューサー                                   |
| 2003年 | マンハント                                                                               | プロデューサー、開発ディレクター                 |
| 2004年 | グランド・セフト・オート・サンアンドレアス                                               | プロデューサー                                   |
| 2005年 | グランド・セフト・オート・リバティーシティ・ストーリーズ                                 | プロデューサー                                   |
| 2006年 | グランド・セフト・オート・バイスシティ・ストーリーズ                                     | プロデューサー                                   |
| 2007年 | マンハント2                                                                              | プロデューサー                                   |
| 2008年 | グランド・セフト・オートIV                                                               | プロデューサー                                   |
| 2009年 | グランド・セフト・オート：ロスト・アンド・ダムド                                         | プロデューサー                                   |
| 2009年 | グランド・セフト・オート・チャイナタウンウォーズ                                         | プロデューサー                                   |
| 2009年 | グランド・セフト・オート・ザ・バラッド・オブ・ゲイ・トニー                               | プロデューサー                                   |
| 2010年 | レッド・デッド・リデンプション及びレッド・デッド・リデンプション・アンデッド・ナイトメア | エグゼクティブ・プロデューサー、リードデザイナー |
| 2011年 | L.A.ノワール                                                                             | 製作責任者                                       |
| 2012年 | マックスペイン3                                                                          | 製作責任者                                       |
| 2013年 | グランド・セフト・オートV及びグランド・セフト・オート オンライン                         | プロデューサー、ゲームデザイナー                 |
| 未定   | エブリウェア                                                                             | デザイナー、ディレクター                         |